# Iram Haq
Iram Haq (Oslo, 1 de gener de 1976) és una actriu, guionista i directora de cinema noruega, coneguda pels seus llargmetratges Jeg er din (2013) i El viatge de Nisha (2017).

## Trajectòria
La família d'Iram Haq és d'origen pakistanès. Ella va estudiar direcció d'art i cinematografia a l'Escola de Comunicació Westerdals d'Oslo.
Haq va treballar com a actriu en teatre, cinema i televisió. Després de debutar com a directora amb el curtmetratge Little Miss Eyeflap, que es va estrenar al Festival de Cinema de Sundance el 2010, va escriure i protagonitzar el curtmetratge Old Faithfull, que va ser seleccionat per a la 61a Mostra Internacional de Cinema de Venècia.
El llargmetratge Jeg er din es va estrenar al Festival Internacional de Cinema de Toronto el 2013. La pel·lícula explica la història d'una jove mare pakistanesa que viu a Noruega i ha estat lloada per la seva naturalitat. Va ser seleccionada en primera instància com a representant noruega als Oscar a la millor pel·lícula de parla no anglesa.
El 2017 va presentar El viatge de Nisha, una pel·lícula dramàtica coproduïda per Noruega, Suècia i Alemanya. La directora va declarar en una entrevista que la cinta era autobiogràfica i que havia volgut portar a la pantalla el traumàtic segrest a què la va sotmetre la seva família quan tenia 14 anys amb el propòsit que no oblidés les seves arrels culturals.